# Drepanulatrix rindgearia
Drepanulatrix rindgearia är en fjärilsart som beskrevs av Sperry 1948. Drepanulatrix rindgearia ingår i släktet Drepanulatrix och familjen mätare. Inga underarter finns listade i Catalogue of Life.